# グレイソン・アレン
グレイソン・ジェームズ・アレン（Grayson James Allen, 1995年10月8日 - ）は、アメリカ合衆国フロリダ州ジャクソンビル出身のプロバスケットボール選手。NBAのフェニックス・サンズに所属している。ポジションはシューティングガード。

## 経歴

### カレッジ
デューク大学で4年間プレーした。1年目の2015年NCAA男子バスケットボールトーナメントでは、ジャスティス・ウィンズロー、タイアス・ジョーンズらの控えとして優勝を果たした。2018年のNBAドラフトにエントリーした。

### ユタ・ジャズ
2018年のNBAドラフトにて全体21位でユタ・ジャズから指名を受け、7月2日に契約した。2018-2019シーズンは38試合に出場し、2019年4月10日のロサンゼルス・クリッパーズ戦で自己最多となる40得点を記録した。

### メンフィス・グリズリーズ
2019年7月6日にマイク・コンリーとのトレードでジェイ・クラウダー、カイル・コーバーらと共にメンフィス・グリズリーズに移籍した。

### ミルウォーキー・バックス
2021年8月6日にサム・メリルと将来のドラフト2巡目指名権とのトレードで、ミルウォーキー・バックスに移籍した。同年10月18日に2年総額2000万ドルの契約延長に合意した。
2022年1月21日のシカゴ・ブルズ戦で相手ガードのアレックス・カルーソにファウルをして、フレグラント2ファウルと判定されて一発退場となった。ブルズのコーチであるビリー・ドノバンは試合後、アレンの危険な過去のプレーを引き合いに出し、「（カルーソの）キャリアが終わっていてもおかしくない」と述べ、公にアレンを非難した。カルーソは右手首を骨折し、6週間～8週間の欠場を余儀なくされた。

### フェニックス・サンズ
2023年9月27日にデイミアン・リラード、ドリュー・ホリデーらが絡む3チーム間の大型トレードで、フェニックス・サンズへ移籍した。
2023-24シーズン、75試合（先発74試合）に平均33.5分の出場で13.5得点、3.9リバウンド、3.0アシスト、0.9スティール、0.6ブロックの全て自己最高記録で、スリーポイント成功率は46.1%でリーグ最高だった。50-40-90クラブを達成するためにはフィールドゴールで1.5%、フリースローで2.5%と、わずかに足りなかった。2024年4月15日、サンズと4年総額7000万ドルで契約延長に合意した。

## プレースタイル
大学時代から生粋の3＆D選手として活躍。安定した3Pタッチを持ち、3割を下回るシーズンはNBA参入後はない。また、193cmの身長をものともしないタフなディフェンスも特筆すべき能力である。近年のガード選手のレベルの高さでも引けを取らず、エース級を任されることもしばしばある。フィールドゴールの64%以上がスリーポイントであり、2ポイントのシュートではほとんどが10フィート以内である。
反面、大学時代より過度なハードファウルをして相手を止めるないし、故障をさせてしまうことが問題になることがある。グリズリーズ時代にはトレイ・ヤングと幾度となく衝突し、先述のカルーソのフレグラント2ファウルでより明るみに出てしまった。
ヒールになりやすい彼だが、グリズリーズ、バックスとディフェンスの強固さが売りのチームで必要とされるタフネスとメンタリティはあり、ハードファウルの印象とは打って変わりかなりの仕事人である。

## 人物
2022年7月にサッカー選手のモーガン・リードと結婚した。

## 個人成績

### NBA

#### レギュラーシーズン
| シーズン | チーム | GP  | GS  | MPG  | FG%  | 3P%   | FT%  | RPG | APG | SPG | BPG | PPG  |
| -------- | ------ | --- | --- | ---- | ---- | ----- | ---- | --- | --- | --- | --- | ---- |
| 2018–19  | UTA    | 38  | 2   | 10.9 | .376 | .323  | .750 | .6  | .7  | .2  | .2  | 5.6  |
| 2019–20  | MEM    | 38  | 0   | 18.9 | .466 | .404  | .867 | 2.2 | 1.4 | .3  | .1  | 8.7  |
| 2020–21  | MEM    | 50  | 38  | 25.2 | .418 | .391  | .868 | 3.2 | 2.2 | .9  | .2  | 10.6 |
| 2021–22  | MIL    | 66  | 61  | 27.3 | .448 | .409  | .865 | 3.4 | 1.5 | .7  | .3  | 11.1 |
| 2022–23  | MIL    | 72  | 70  | 27.4 | .440 | .399  | .905 | 3.3 | 2.3 | .9  | .2  | 10.4 |
| 2023–24  | PHX    | 75  | 74  | 33.5 | .499 | .461* | .878 | 3.9 | 3.0 | .9  | .6  | 13.5 |
| 2024–25  | PHX    | 64  | 7   | 24.1 | .448 | .426  | .816 | 3.0 | 2.1 | .8  | .3  | 10.6 |
| 通算     | 通算   | 403 | 252 | 25.4 | .451 | .414  | .857 | 3.0 | 2.0 | .7  | .3  | 10.5 |

#### プレーオフ
| シーズン | チーム | GP | GS | MPG  | FG%  | 3P%  | FT%   | RPG | APG | SPG | BPG | PPG  |
| -------- | ------ | -- | -- | ---- | ---- | ---- | ----- | --- | --- | --- | --- | ---- |
| 2019     | UTA    | 2  | 0  | 7.0  | .286 | .000 | .714  | .5  | .0  | .0  | .0  | 4.5  |
| 2021     | MEM    | 5  | 0  | 23.2 | .364 | .381 | .000  | 2.6 | .2  | .4  | .2  | 6.4  |
| 2022     | MIL    | 12 | 5  | 25.4 | .451 | .396 | .636  | 2.9 | 1.3 | .7  | .3  | 8.3  |
| 2023     | MIL    | 5  | 5  | 29.8 | .463 | .483 | .857  | 2.4 | 1.8 | .4  | .0  | 11.6 |
| 2024     | PHX    | 2  | 2  | 21.5 | .200 | .200 | 1.000 | 4.0 | 1.0 | .5  | .0  | 3.5  |
| 通算     | 通算   | 26 | 12 | 24.1 | .423 | .396 | .733  | 2.7 | 1.0 | .5  | .2  | 7.9  |

### カレッジ
| シーズン | チーム   | GP  | GS | MPG  | FG%  | 3P%  | FT%  | RPG | APG | SPG | BPG | PPG  |
| -------- | -------- | --- | -- | ---- | ---- | ---- | ---- | --- | --- | --- | --- | ---- |
| 2014-15  | デューク | 35  | 0  | 9.2  | .425 | .346 | .849 | 1.0 | .4  | .3  | .1  | 4.4  |
| 2015-16  | デューク | 36  | 35 | 36.6 | .466 | .417 | .837 | 4.6 | 3.5 | 1.3 | .1  | 21.6 |
| 2016-17  | デューク | 34  | 25 | 29.6 | .395 | .365 | .811 | 3.7 | 3.5 | .8  | .1  | 14.5 |
| 2017-18  | デューク | 37  | 37 | 35.6 | .418 | .370 | .850 | 3.3 | 4.6 | 1.7 | .1  | 15.5 |
| 通算     | 通算     | 142 | 97 | 27.9 | .430 | .380 | .834 | 3.2 | 3.0 | 1.0 | .1  | 14.1 |